# Takatsukasa Nobuhisa
Takatsukasa Nobuhisa (鷹司 信尚, 1590-1621) fils du régent Takatsukasa Nobufusa, est un noble de cour japonais (kugyō) de la classe des kuge du début de l'époque d'Edo. Il exerce la fonction de régent de l'empereur Go-Mizunoo de 1612 à 1615.
Son fils est Takatsukasa Norihira.